# Sopron–Szombathely-vasútvonal

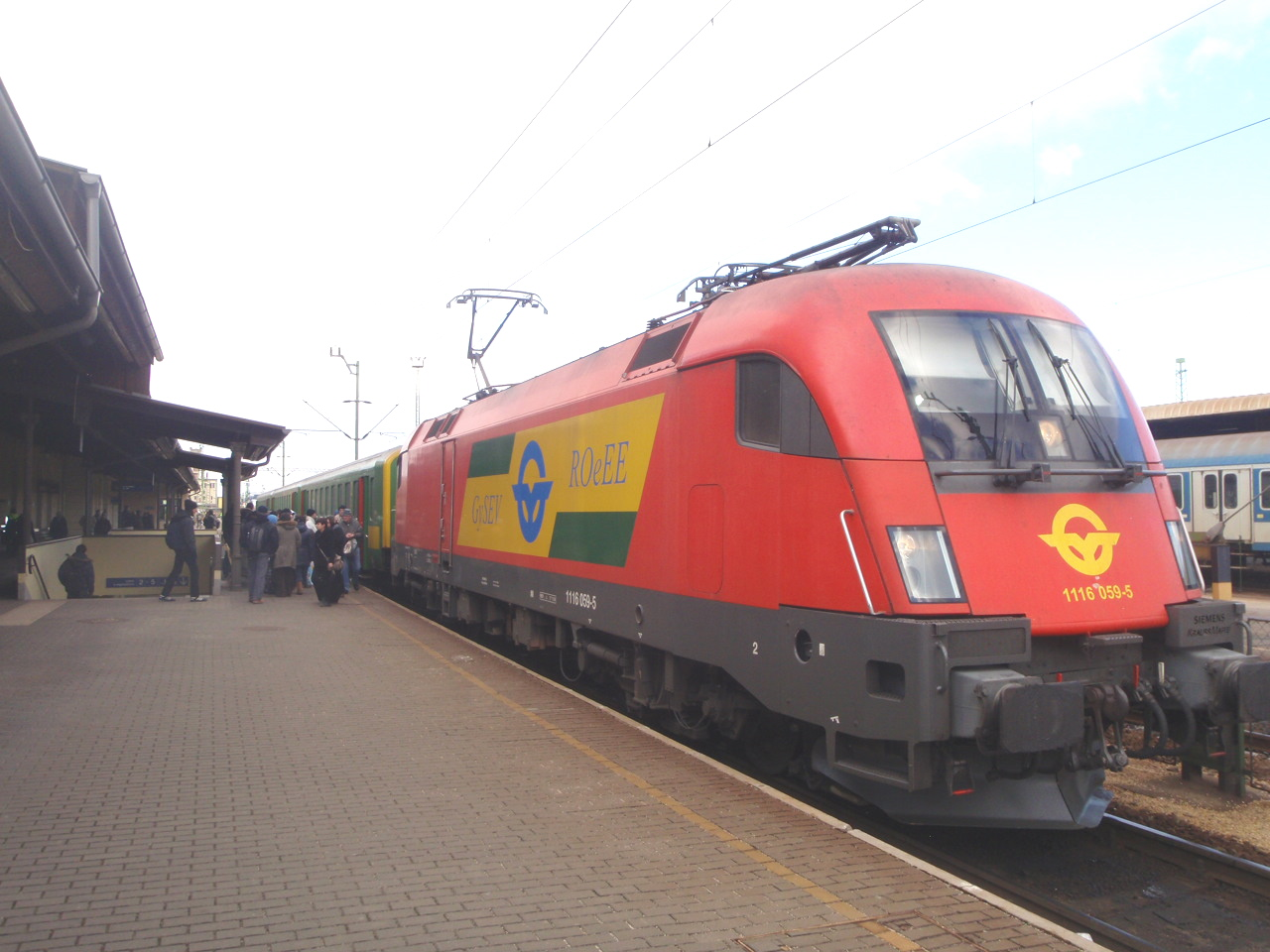
GYSEV Taurus 2013-ig vontatta a Sopronból Szentgotthárdra tartó személyvonatokat, (Szombathely állomás)

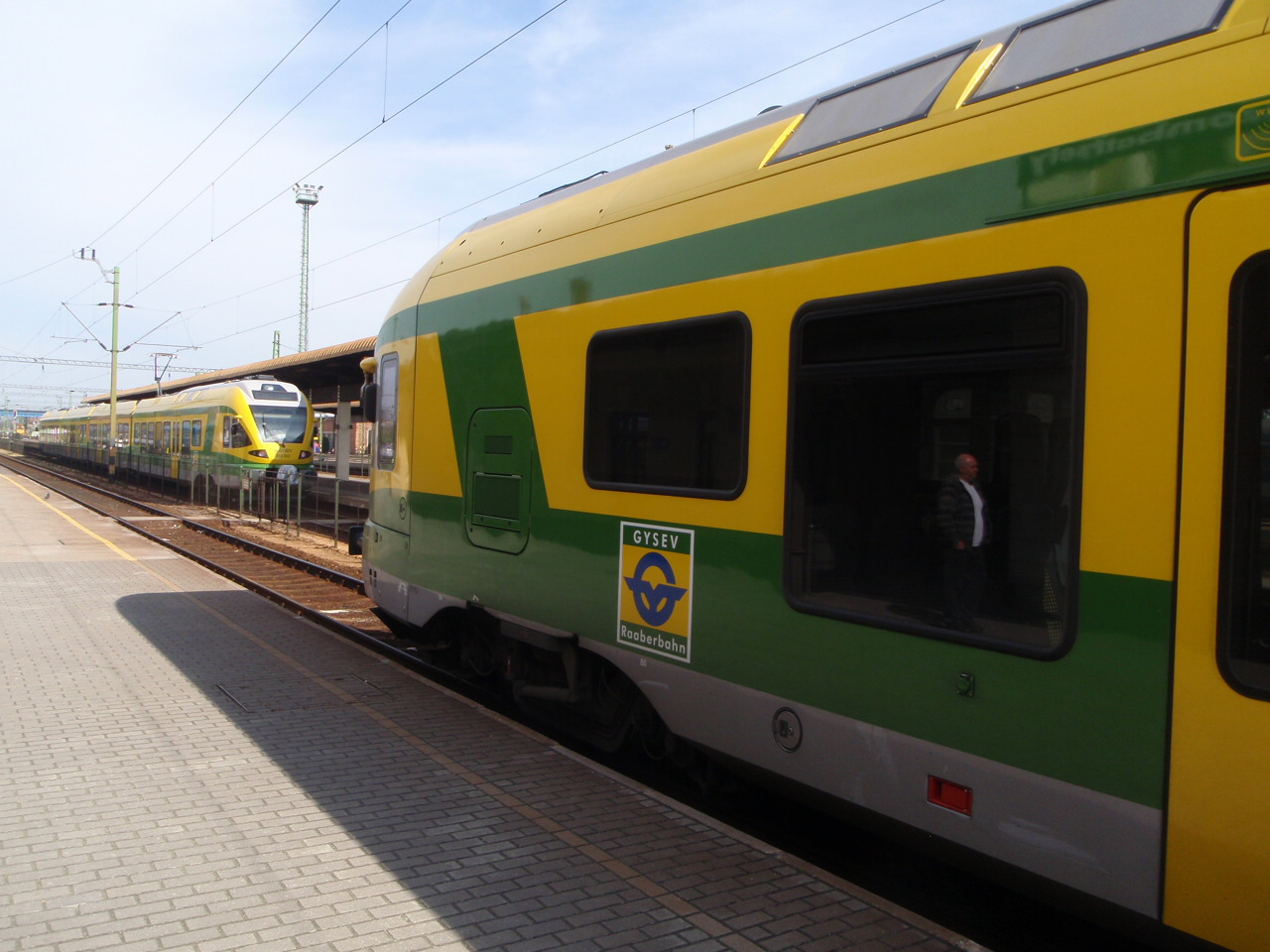
2013. decembertől 4 db Stadler FLIRT közlekedik Sopron-Szentgotthárd között (Szombathely állomás)

A Dunántúl északnyugati részén, a Vas–Soproni-síkságon haladó, a GYSEV által üzemeltetett Sopron–Szombathely-vasútvonal Magyarország 15-ös számú, egyvágányú, 25 kV 50 Hz-cel villamosított vasútvonala, az Alpokat keletről elkerülő Bécs–Sopron–Szombathely–Szentgotthárd–Graz korridor magyarországi szakaszának része.

## Története
A vasútvonal elődjét a Déli Vasút társaság építette, a Bécsújhely–Sopron–Szombathely–Nagykanizsa-vasútvonal részeként, amelyet 1865. szeptember 21-én nyitottak meg. A felépítmény 35,9 kg/fm tömegű, „VII” jelű vassínekből épült. Az építést megelőzően több nyomvonal is szóba jött (Sopron-Sárvár-Karmacs-Sármellék-Zalakomár-Nagykanizsa, Sopron-Sárvár-Türje-Zalavár-Nagykanizsa, Sopron-Kőszeg-Szombathely-Rum-Zalaszentgrót-Nagykanizsa, Sopron-Csepreg-Szombathely-Zalaegerszeg-Nagykanizsa nyomvonalak), melyek tervezetei a Vas Vármegyei Levéltárban fellelhetők.
A Sopron-Kőszeg-Szombathely-Rum-Zalaszentgrót-Nagykanizsa vasútvonal tervét Lewicki Antal mérnök készítette el 1847-ben, és az összes tervezet közül a legmegfelelőbbnek találták, ám végül mégsem ez a változat valósult meg. A terv szerint egyszerre épült volna meg a Buda-Zágráb-Fiume vasúttal, melyhez Komárvárosban (ma Zalakomár része) mellékvonalként csatlakozott volna.
Sopron város első vasútállomását, mai nevén Sopron-Déli pályaudvart 1847-ben építette a Sopron–Bécsújhelyi Vasút.
Az 1876-ban érkező Győr–Sopron–Ebenfurti Vasút (GYSEV) másik állomást épített a városban, az a mai Sopron nagyállomás.
Jelen állomás később a Déli Vasút saját állomása volt (nevét is innen kapta). 1902-ben több csomóponti állomás korszerűsítésével egy időszakban átépítették. A Déli Vasút felvásárlásával az állomás is a MÁV-é lett, és egészen 1998. május 23-áig a Szombathelyre menő vonatok erről a pályaudvarról indultak és ide érkeztek. Az épület ma szórakozó és vendéglátóhelyként szolgál, jelentősen elveszítve eredeti jellegét. (Egyes személyvonatok a Déli pályaudvarról a Bécsújhely–Sopron-vasútvonal utolsó magyarországi állomásáig, Ágfalváig jártak ki, egészen 1969. január 5-ig, ekkor szűnt meg Ágfalva vasútállomása).
A vasútvonalon a MÁV időszakban MDmot, illetve Bzmotok közlekedtek két motorkocsi és 3 vagy 4 mellékkocsi, vagy egy motorkocsi és két mellékkocsi összeállítással. Egykoron naponta egy vonatpár közlekedett Sopron-Déli-Szombathely-Gyékényes-Pécs vasútvonalon is, Szombathelyig személyvonatként, majd onnan gyorsvonatként délutáni indulással Sopronból és délelőtti visszaérkezéssel. A pálya adottságai alapján a felújítások előtt csak 40 km/h sebességkorlátozásokkal döcögtek a vonatok. A villamosítást követően V43-as mozdonyok, majd 2013-ig bérelt GYSEV Taurusok továbbították a szerelvényeket. A 2013. decemberi menetrendváltást követően 4 db Stadler FLIRT szolgálja az utasokat.
2023. május 1-től feltételes megállási rend került bevezetésre Kópháza, Sopronkövesd, Újkér, Tormásliget, Salköveskút-Vassurány megállóhelyeken.

## Közelmúlt
A vasútvonal üzemeltetését a MÁV 2001. december 1-jén adta át a GYSEV részére. A MÁV indoklása szerint a vasútvonalat az Ausztriában párhuzamosan futó vasúthálózatok miatt nem tudta nyereségesen üzemeltetni, ennek ellenére a GYSEV alternatív szállítási útirányt kívánt kialakítani, elsősorban Bécstől, az adriai kikötők és Olaszország irányába. A GYSEV rövid időn belül megkezdte a vasútvonalon a pályafelújítást, a biztosítóberendezés cseréjét, valamint a felsővezeték-hálózat kiépítését. A vasútvonal 2002 óta villamosított.
A GYSEV – hosszas előkészítés után – 2006 decemberében vette át a MÁV-tól fejlesztésre és üzemeltetésre a kincstári tulajdonban lévő Szombathely–Körmend–Szentgotthárd pályaszakaszt. Az utasok szinte azonnal tapasztalhatták, hogy a GYSEV valóban fejleszteni jött: kényelmes, korszerű vonatok álltak hadrendbe. A pályafejlesztés megindításához azonban hosszas előkészítő munka várt a vállalatra, illetve az Európai Unió jóváhagyását is meg kellett szerezni.
A GYSEV 2007 tavaszán kezdett hozzá a műszaki és pénzügyi előkészítéshez. Tízezer munkaóra alatt 2600 oldalnyi dokumentációt, összesen 9 köbméternyi tervet készítettek el a szakemberek. A munka eredménye először a kormányt győzte meg 2008 telén arról, hogy a fejlesztésnek van jövője, ezt követően 2009 első heteiben küldték el az Európai Unió illetékes bizottságához a programot. 2009 augusztusában pedig végleg zöldre váltott a szemafor. Brüsszel a költségek 85 százalékát állja, ami egyedülálló támogatási arány a fejlesztési programok között.
A kivitelezők újszerű technológiát alkalmazva, feszített tempóban dolgoznak a vasútfejlesztési projekten, amely egyébként elsőként nyert el ebben a „műfajban” uniós támogatást. Ez az első olyan vasúti projekt a 2007–2013 közötti időszakra az egész unión belül, amelyet az EU támogatásra érdemesnek tartott. A közel 50 milliárd forintos fejlesztés első lépéseként 2009. szeptember elején indult meg a kivitelezés Szombathely–Körmend között. 2010 első felében a Harka–Szombathely szakaszon zajlott a kivitelezés. A napjaink legkorszerűbb vasútépítési technológiájának számító 600 méteres géplánc dolgozik az érintett szakaszokon, hogy a munkálatok a lehető legkevesebb vágányzárral és közlekedési fennakadással járjanak.
Ahhoz, hogy a beruházáshoz használt anyagmennyiségek munkaterületre juttatása minél gördülékenyebben történjen, a kivitelezőknek komoly szállítói kapacitást kellett koncentrálniuk igen rövid idő alatt, tekintettel arra is, hogy például az ún. hosszúsínek 120 méteresek. Ezért választották a tervezők a rekonstrukcióhoz a Magyarországon még szokatlan nagygépes technológiát, amely révén a szállítási igények – a közúti forgalmat is kímélve – jelentősen csökkenthetők.
A tervek szerint 2011 második felében fejeződött be a vonalfelújítás. Az utazóközönség számára a legérzékelhetőbb előny a pályasebesség mintegy ötvenszázalékos növekedése, 80-ról 120 km/h-ra. Ehhez a Sopron–Szombathely–Körmend–Szentgotthárd vonalon új elektronikus biztosítóberendezéseket kellett megépíteni. Nemcsak a gyorsaságot, hanem a környezeti értékek megőrzését is szolgálja a Szombathely–Körmend–Szentgotthárd vonalszakasz villamosítása, ezzel 2011 végére a GYSEV összes vonalán villamos vontatás lesz.
Az utazási komfortot javítja, hogy a vasútvonalon mindenhol 30-ról 55 centiméterre emelik a peronok magasságát. Lövő, Csákánydoroszló, Alsórönök, Szentgotthárd állomásokat pedig az európai uniós szabványnak megfelelően – hogy hosszú teherszerelvényeket fogadhassanak – 750 méteresre hosszabbítják meg. A beruházás során a vonalon található Pinka-hidat és Lapincs-hidat is teljes egészében felújították. A projektnek része két, külön szintű kereszteződés megépítése is.
Sopronban a Kőszegi útnál közúti aluljáró épül a vágányok alatt, ahol a kerékpáros- és gyalogosforgalom külön műtárgyakon halad át, Szombathelyen a Csaba utcánál közúti felüljáró épül a vágányok felett, itt a gyalogos- és kerékpáros-forgalom aluljáróban bonyolódik, így teszik biztonságosabbá a kereszteződéseket, és gördülékenyebbé a két város közlekedését. A korszerűsített vonalakon a GYSEV négy, új beszerzésű motorvonattal bonyolítja a forgalmat – ezek 2012-től állnak munkába. A projektnek köszönhetően a vasútvonal korszerűsítése közel 300 embernek ad munkát az elkövetkező közel két évben.
A projekt megvalósulása során a környezetvédelmi szempontok is érvényesülnek, hiszen a munkálatok befejezését követően a GYSEV összes vasútvonalán villamos vonatok közlekednek majd, és az egész szakaszon csökken a zajterhelés – egyebek között a zajvédő falak jóvoltából,  javul a személyszállítási szolgáltatás minősége, rövidül az utazási és áruszállítási idő, valamint érzékelhetően javul a vasúti közlekedés biztonsága ezen a szakaszon.
A Konzorcium vezető cége a Swietelsky Vasúttechnika Kft., partnerei: a Szentesi Vasútépítő Kft., a Swietelsky GmbH, a Magyar Aszfalt Kft. és a Közgép Építő- és Fémszerkezetgyártó Zrt.
A rekonstrukció által érintett közel 116 kilométer hosszú vasúti pályát a GYSEV Zrt. a fuvarozásból származó árbevételek kiesésének minimalizálását szem előtt tartva, a hazai gyakorlattól eltérően – külföldi példák alapján –, a munka volumenéhez képest rövid vágányzári idők alatt, intenzív munkavégzéssel kívánta megvalósítani.
A szállítási tevékenység gazdaságosabb alkalmazásának mielőbbi elérése érdekében a vasútvonal rekonstrukciójának teljes megvalósítását is rövid, összesen 22 hónapos kivitelezési időtartamban határozta meg, mely két téli időszakot foglal magában.
A 2009. július 28-án megkötött szerződés e feltételeket vette figyelembe, és nagy tempóban megkezdődött az első építési szakasz kiviteli terveinek elkészítése. A tervezés és a kivitelezés organizációs előkészítése, valamint a jóváhagyó szervezetek tervmódosítást igénylő követelményei egy időszakban történő végrehajtása komoly összehangolást és folyamatos módosítást igényelt a kivitelezés szervezésében dolgozó szakemberektől.
A feladatokhoz hangolt generál ütemterv határpontjai és főbb munkafázisai megtartása mellett a kiszolgáló és melléklétesítményi kivitelezések a tervezés befejezéséig rugalmasan követték az elvárásokat.
Az első előkészítési szakasz célja az volt, hogy a 2009. október 1-jén megkezdett Szombathely–Körmend vonalszakasz kivitelezési munkája a rendelkezésre álló két hónap alatt jóváhagyott kiviteli tervekkel, ezek alapján elvégzett előkészítési, anyagbeszállítási és organizációs feltételekkel rendelkezzen. A vonalszakasz 24 kilométer hosszúságban történő átépítéséhez biztosított vágányzár – az előzetes terveknek megfelelően – 2009. november 30-án befejeződött.
Közben folyt a következő szakaszok tervezése, előkészítése, melynek eredményeképpen a Harka–Szombathely vonalszakasz kivitelezésére 2010. április 1. és 2010. május 31. között megtartott vágányzárban került sor.
A feladat elvégzése során érintett települések a koncentrált munkavégzéssel egy naponta változó útlezárási programmal és ehhez tartozó közlekedési lehetőségekkel találkoztak. 
A kivitelezés ütemezésekor végzett önkormányzati egyeztetések alapján az ütemtervbe bekerült a lakosság helyi és országos ünnepi rendezvényeinek feltétele is. A megvalósítás során a szélsőséges időjárás, a rendkívül sok csapadék miatt a környező vizek magas vízállása szintén többletenergiát kívánt a kivitelezőktől.
A folyamatos vágányzárak közötti időszakban az előkészítési és utómunkák megvalósítását rövid éjjeli vágányzárakban végezték a szakági kivitelezők. A következő átépítendő vonalszakasz a 2010. szeptember 1. és 2010. október 31. között lezárásra kerülő Körmend–Szentgotthárd–országhatár, melynek befejezésével a kivitelezési időszak vágányzári programja befejeződik.
A pálya- és felsővezeték-építési szerződés keretein belül a vonalon 22 hónap alatt az alábbi munkarészek valósulnak meg:
- kiviteli tervek készítése minden munkarészre, pályageometria tervezése 120 km/h-ra;
- nyíltvonali és állomási átmenő vágányok átépítése 60 E1 rendszerű sínnel, betonaljakkal;
- állomási mellékvágányok átépítése használt MÁV 48 rendszerű sínnel;
- 55 cm magas utasperonok építése;
- az alépítmény megerősítése 70 MPa teherbírási értékre;
- két nagy acélhíd építése (a Pinka patak fölött 26,00 m nyílású és a Lapincs patak fölött 37,60 m nyílású);
- kisműtárgyak, kerethidak átépítése és felújítása;
- útátjárók és csatlakozó utak átépítése (79 útátjáró);
- felsővezetéki hálózat megépítése Szombathely–Szentgotthárd között;
- új vonal- és energiaellátó kábel fektetése.

A kivitelezés során beszállításra kerülő mintegy egymillió tonna anyag munkaterületre juttatásához és beépítéséhez körültekintő logisztikai tevékenységre van szükség.
A szakasz átépítésének technológiai tervezése más szempontból is nehézségeket okozott, mivel a vonal az országhatárnál ér véget, és közben nincs teherszállításra használható vasúti kapcsolat, az anyagok vasúti beszállítása csak egy irányból, Szombathely felől valósítható meg, így az egyes munkarészek műveleti sorrendjére és a vágány folytonosságának megszüntetésével járó munkákra különös gondot kellett fordítani. A beépítendő anyagok méretük (120 m-es hosszúsínek) vagy mennyiségük (126 000 db betonalj) miatt nem szállíthatók közúton.
A Körmend–Szentgotthárd közötti acélhidak megvalósítása és az acélhidak között kiágazó folyamatos üzemben működő iparvágányok kiszolgálása újabb szervezési feladatot jelentett. A kivitelező Savaria 2009 Konzorcium vállalatai és dolgozói az elvárásoknak megfelelő rövid kivitelezési idő alatt, a legmodernebb technológiai eszközök alkalmazásával és a szerződésben vállalt befejezési határidő betartásának figyelembevételével végzik tovább tevékenységüket.
Sopronban 2012. szeptember 27-én ünnepélyesen átadták a Kőszegi úti aluljárót, amely 2,2 milliárd forintból, 500 nap alatt készült el.

## Forgalom
A vasútvonal személyszállítása ütemes jellegű, több határátlépő EURegio személyvonat is közlekedik Szombathely-Sopron-Bécsújhely (és vissza) viszonylatban. A vonatokat a GYSEV V43 sorozatú mozdonyai továbbítják. A 2010/2011-es menetrendi évtől ismételt bevezetésre került az ütemes menetrend, amelyet 2002-2005 között már alkalmaztak, de a különböző menetrend módosítások miatt teljesen ütemtelen volt a menetrend.

## Galéria

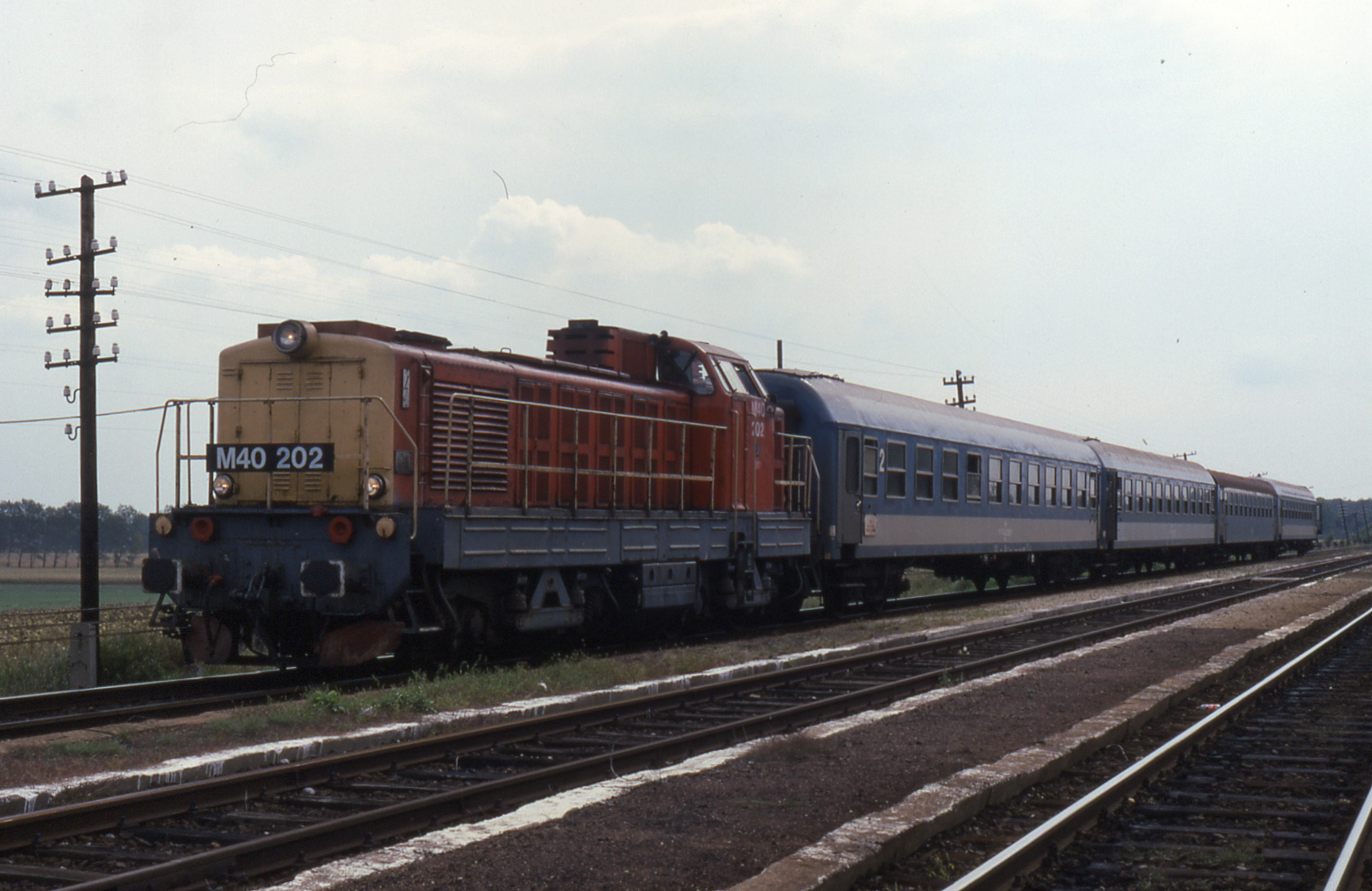
Pécs-Sopron személyvonat Harkán 1994-ben
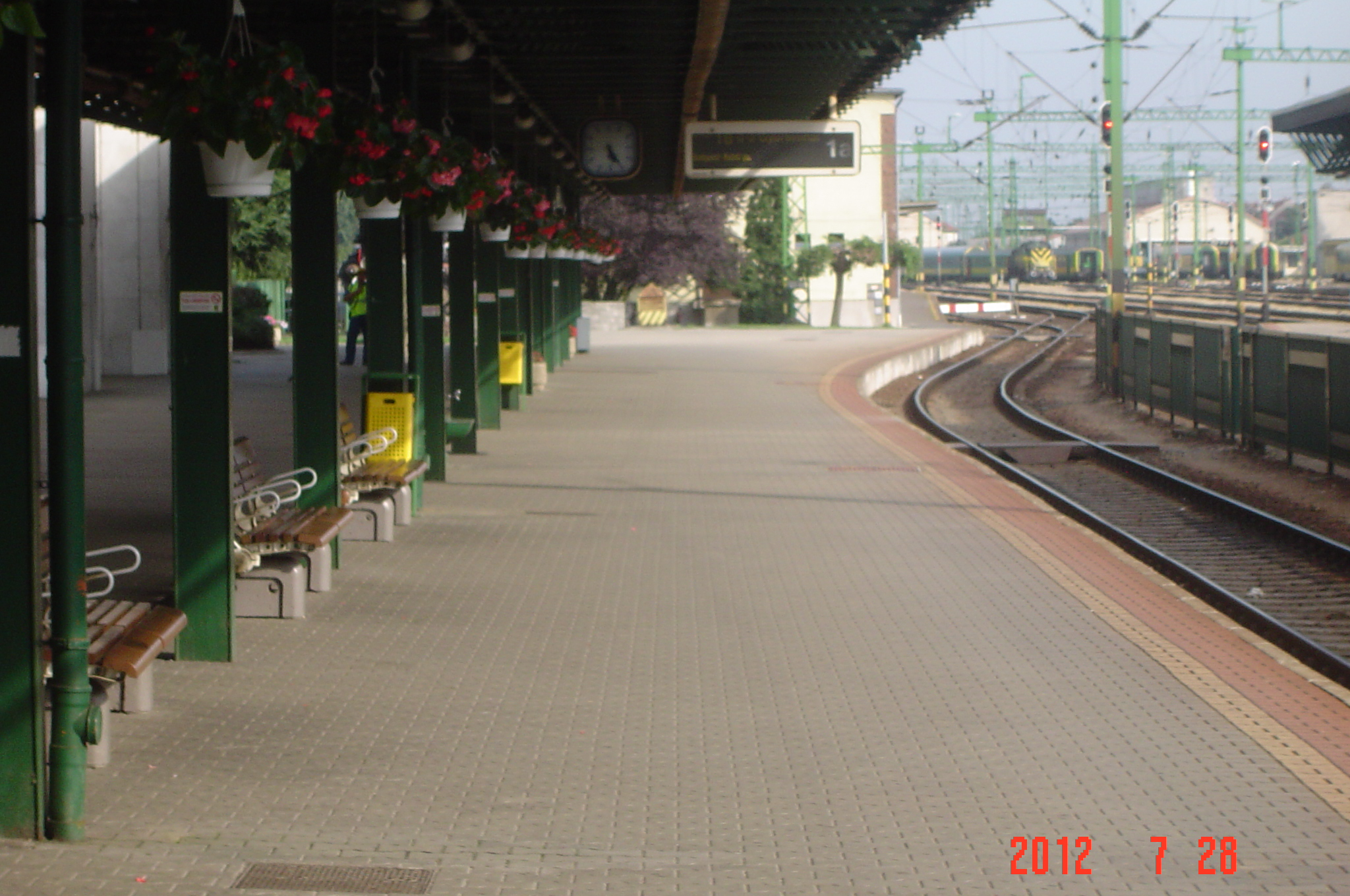
Sopron
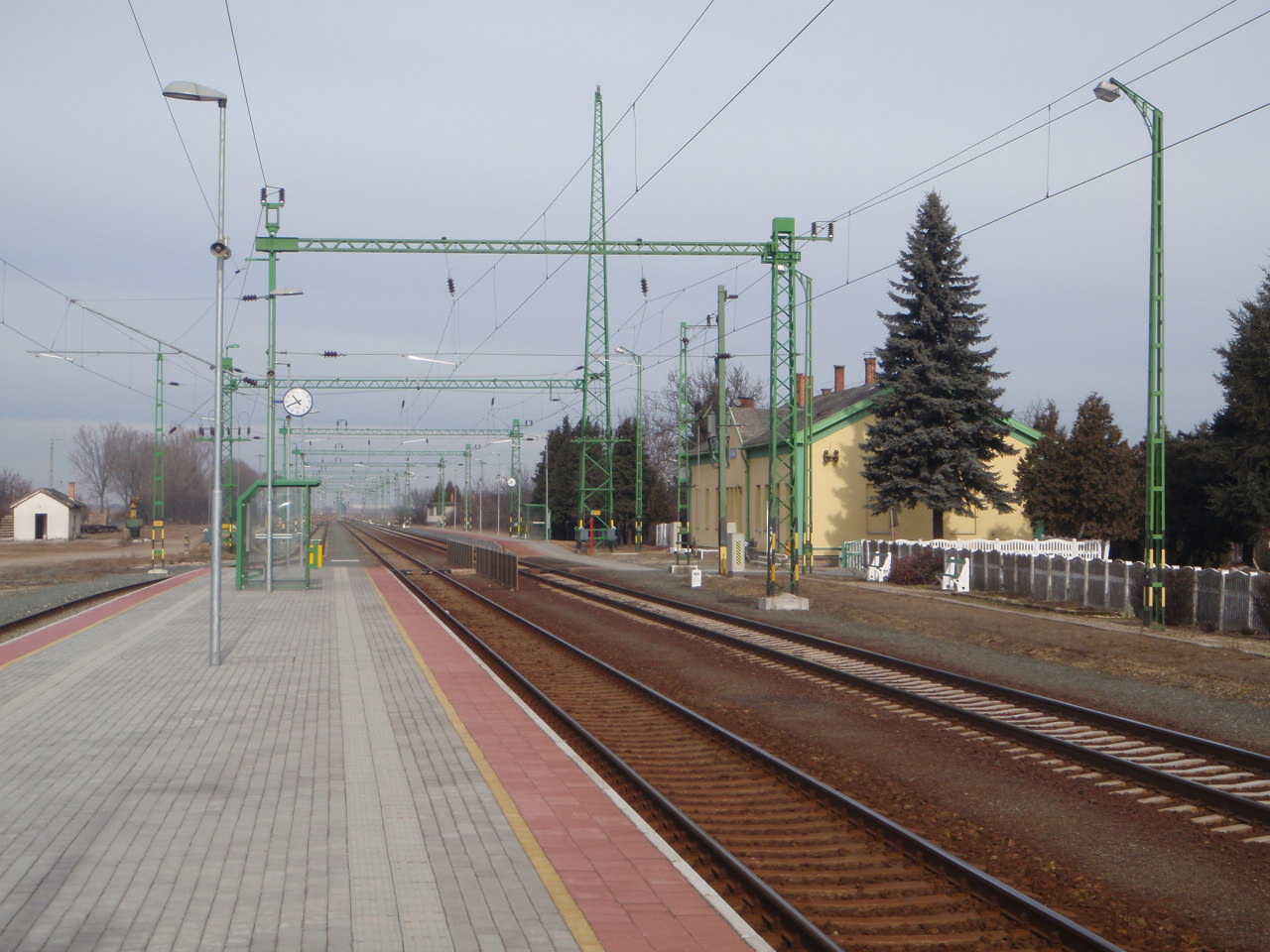
Lövő
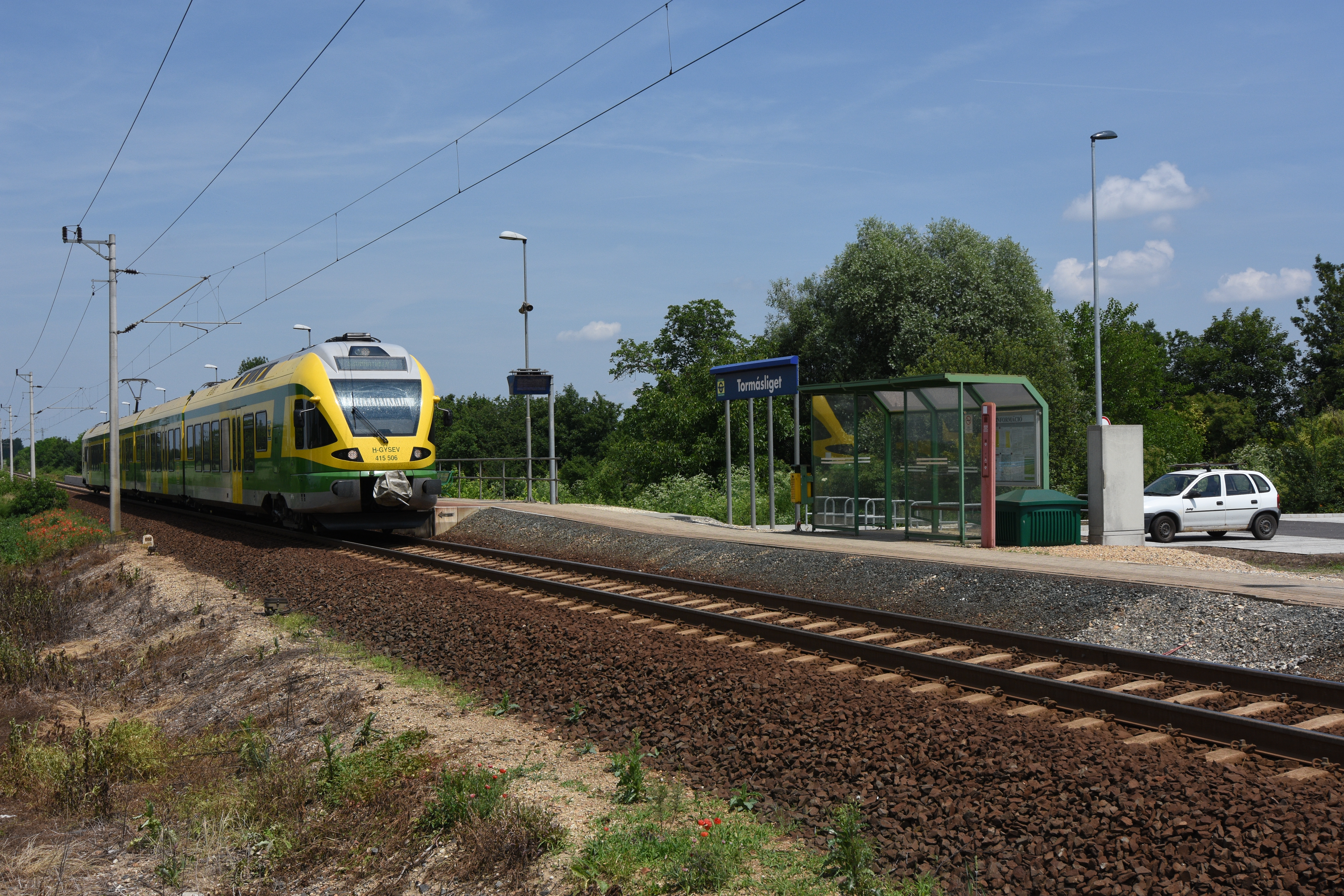
Tormásliget
Bük
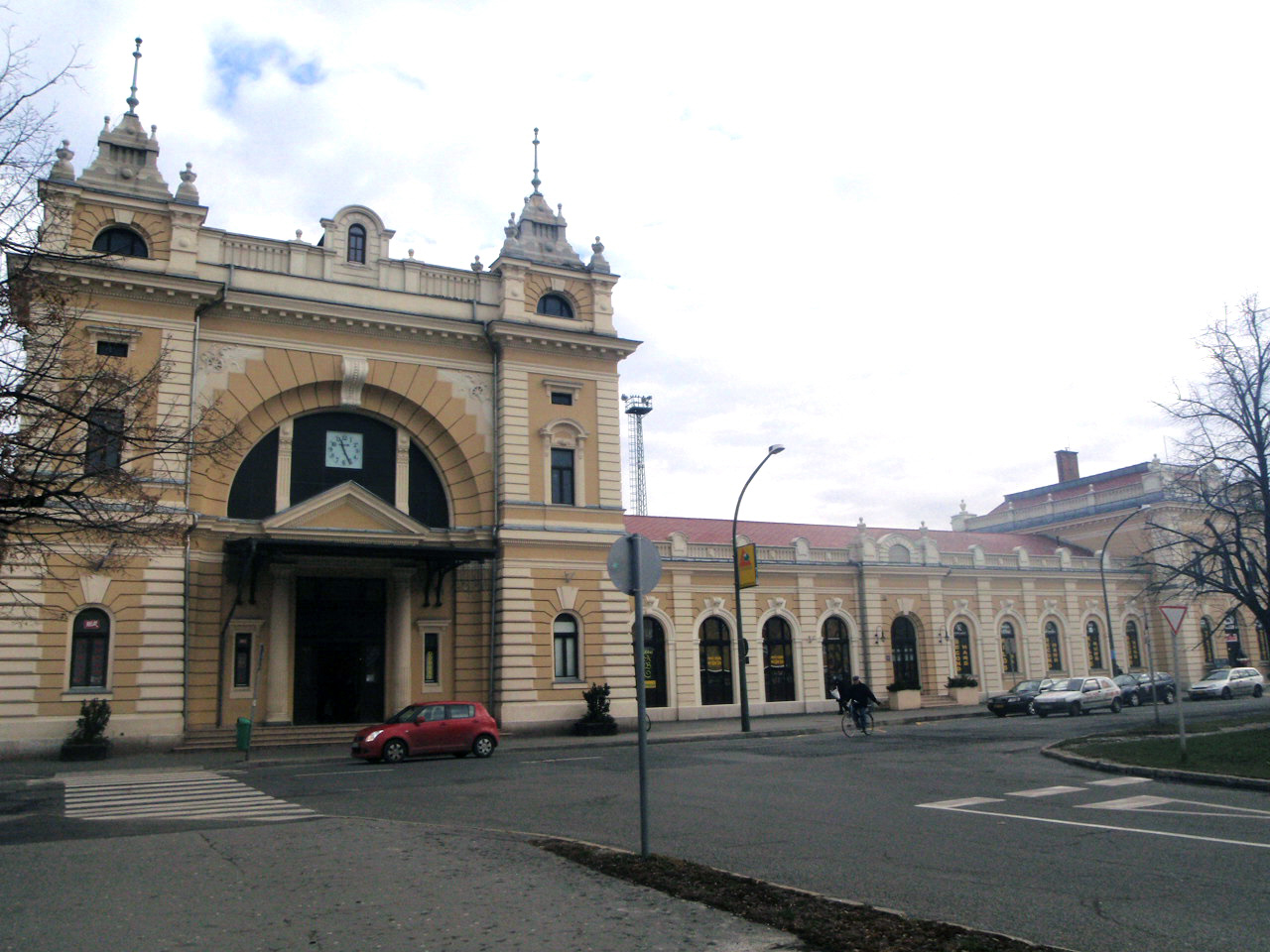
Szombathely